# Plesiomorphie
Als Plesiomorphie (von altgriechisch πλησίος plēsíos „benachbart“, und μορφή morphḗ „Form, Gestalt“) bezeichnet man in der entwicklungsbiologischen Systematik und  Kladistik eine ursprüngliche Merkmalsausprägung, die vor der betrachteten Stammlinie entstanden ist und in dieser unverändert erhalten blieb. Der Gegenbegriff zur Plesiomorphie ist ein neu erworbenes Merkmal, eine Apomorphie. Die Einordnung als „ursprünglich“ oder „neu erworben“ ist relativ, da sie stets von den beiden betrachteten Linien (Taxa) abhängt.
Beispielsweise ist das Merkmal der Vierfüßigkeit bei der Entwicklung der fossilen Reptilien aus fossilen Amphibien eine Plesiomorphie, da alle Teilgruppen der Landwirbeltiere ursprünglich vier Gliedmaßen besaßen. Im Vergleich der Landwirbeltiere mit den fossilen Fleischflossern handelt es sich bei der Vierfüßigkeit dagegen um eine Apomorphie, da das Merkmal  gegenüber der zu den Knochenfischen gehörenden Stammgruppe neu erworben wurde. Ebenso stellt die spätere Rückbildung der Extremitäten bei Schlangen eine Apomorphie dar, denn die fossilen Reptilien weisen ursprünglich vier Extremitäten auf.
Beide Konzepte und Bezeichnungen gehen auf den deutschen Entomologen und Begründer der Kladistik Willi Hennig zurück.

## Symplesiomorphie
Besitzen zwei verschiedene Stammlinien (Taxa) eine herkunftsgleiche (homologe) Plesiomorphie, nennt man dies eine Symplesiomorphie (von griechisch σύν syn „gemeinsam, zusammen“), also eine Übereinstimmung in ursprünglichen Merkmalsausprägungen.
Da der Vorfahr(e) einer Symplesiomorphie außer zwei betrachteten auch weitere Nachfahren haben kann, begründen Symplesiomorphien zwischen Gruppen allein keine Monophylie, da diese alle Nachfahren enthalten muss. Sind einzelne Untergruppen ausgeschlossen, wie z. B. früher die Vögel von den eigentlichen Reptilien, bilden diese nur eine paraphyletische Gruppe.
Beispielsweise eignet sich das Merkmal Vierfüßigkeit nicht zur Begründung des Taxons Reptilien, weil einerseits die zu den Reptilien gehörenden Schlangen dieses ursprüngliche Merkmal verloren haben und andererseits die Taxa Amphibien und Säugetiere das Merkmal Vierfüßigkeit ebenfalls besitzen, ohne aber zu den Reptilien zu zählen. Vierfüßigkeit ist auf Reptilien bezogen eine Symplesiomorphie, das Merkmal ist evolutiv viel älter als die Reptilien. Im Übrigen stellt das Taxon Reptilien in seiner traditionellen Zusammensetzung keine monophyletische Gruppe dar, weil das Taxon Vögel nicht enthalten ist, obwohl die Vögel nur eine Untergruppe der gefiederten Raubdinosaurier sind.